# Nouvel urbanisme

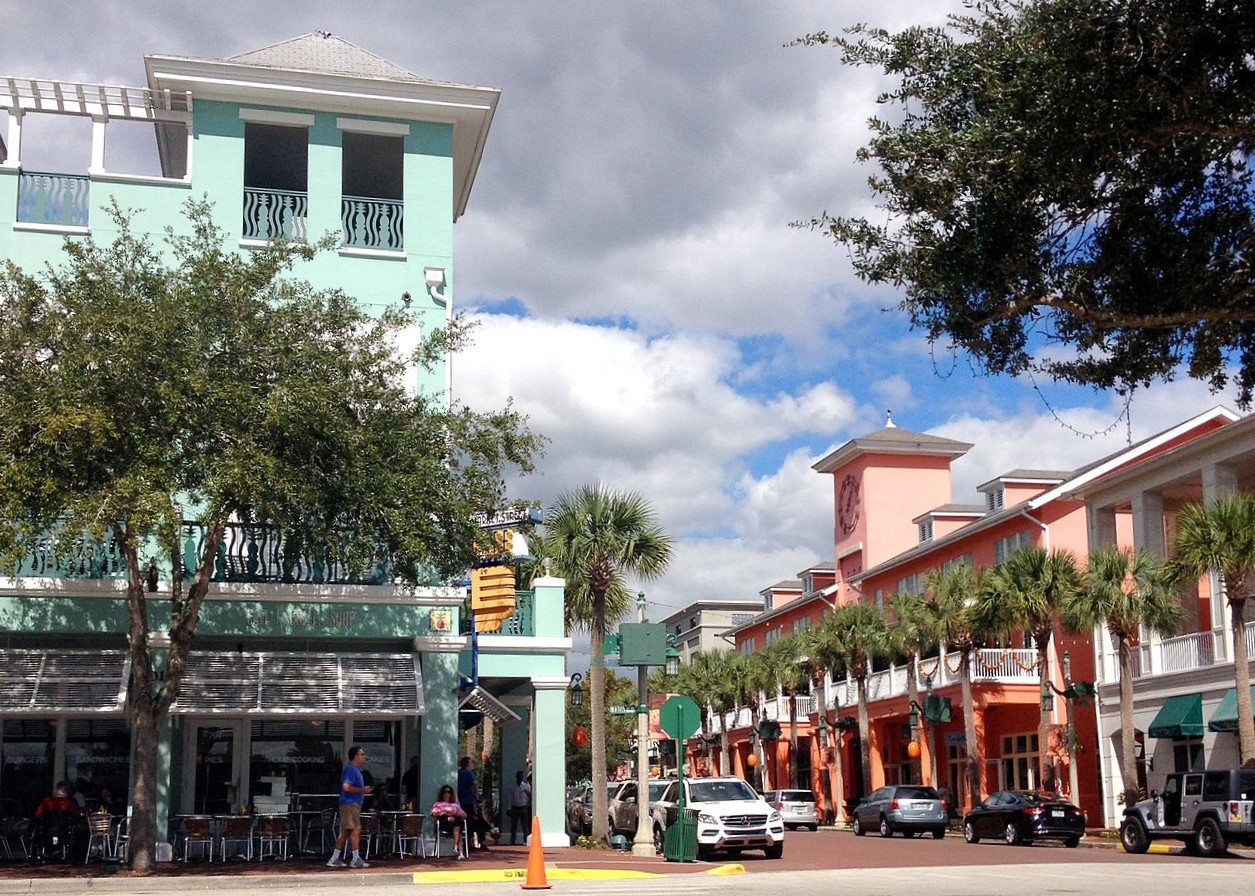
L'exemple de la ville de Celebration (Floride) qui s'est appuyé sur ce courant pour se développer.

Le nouvel urbanisme, ou néo-urbanisme, est un courant urbanistique fondé sur la réduction de la place de la voiture. Né d'abord aux États-Unis d’Amérique en réaction à l'étalement urbain, il connaît une certaine faveur depuis les années 1980 sous la houlette de l'architecte Andres Duany. Comme l'urbanisme néo-traditionnel, il reprend les principes traditionnels de l'urbanisme et de la morphologie urbaine, mais s'en distingue en s'abstenant d'inviter à reproduire des styles architecturaux traditionnels.

## Objectifs

### Origines
Le mouvement du Nouvel urbanisme cherche à rompre avec les principes de la Charte d'Athènes de 1933 et à retrouver les principes de génération et de composition des villes anciennes (charte du Nouvel urbanisme), en ce qui concerne l'aménagement des espaces urbains, tandis que les bâtiments eux-mêmes peuvent revêtir des apparences plus ou moins modernes. La charte du Nouvel urbanisme, a été traduite en français par Jean-Maurice Moulène, architecte-urbaniste, au cours de ses six années de collaboration avec Stefanos Polyzoides et Liz Moule.
Ce mouvement se veut un total contre-pied, d'une part à l'urbanisme du mouvement moderne qui privilégie les déplacements en voiture avec des aménagements déployés sur des zones étendues, d'autre part au style international qui a rompu avec les cultures nationales et locales, les données géographiques et historiques. Il se veut aussi en opposition avec les zones résidentielles uniformes construites rapidement (modèle qui s'est aussi imposé en Europe avec les zones pavillonnaires construites depuis les années 1960).
Il s'agit de retrouver une échelle d'aménagement, une densité et un rapport entre le bâti et les vides plus favorables aux piétons.
Le nouvel urbanisme est une réponse à l'antiurbanisme, pour « ré-humaniser » l'espace urbain, à le rendre moins systématique. On retrouve donc dans ce mouvement des quartiers avec des maisons différentes les unes des autres, mais assemblées dans des zones urbaines restant cohérentes et de taille moyenne. Un des buts du mouvement est aussi de faire vivre ensemble la population de toutes les catégories sociales en offrant dans un même quartier plusieurs types d'habitations.

## Principes
Dans cette optique définie, on retrouve invariablement certains critères d'aménagement :
- Des centres-villes, parcs, magasins et écoles accessibles à pied (idéalement en 5 minutes)
- Des maisons de ville qui ne sont plus des constructions isolées, mais dont les façades alignées délimitent des rues et des places
- Des types d'habitations diverses (appartements, maisons) et à différents prix mélangés dans un même quartier
- Des quartiers reliés les uns aux autres par un réseau dense et divers (pour véhicules, cyclistes et piétons)
- Des garages de maisons rarement directement sur la rue (mais plutôt à l'arrière de la maison)
- Des rues courtes et longées d'arbres
- Les sites et bâtiments bien placés sont réservés à un usage civique et communautaire (les activités communautaires étant très encouragées).

Une variante plus idéaliste du New Urbanism, fondée en 1999 par Michael E. Arth, est connue sous le nom de New Pedestrianism (nouveau piétonnisme). Aussi, le concept de Ville du quart d'heure fait une place centrale au piéton et au cadre de vie.

## Histoire

### Origine des théories
Parmi les précurseurs en Europe, on doit écrits théoriques et les expérimentations de François Spoerry, ainsi que la collection d'études urbaines, commencée avec Toulouse, Les Délices de l'imitation, fondée par Maurice Culot et Léon Krier dans la collection des archives de l'Institut français d'architecture et dans celle des Archives d'Architecture Moderne liées au groupe d'urbanistes de La Cambre en Belgique.

### Les exemples
Les villes lacustres de François Spoerry, la première étant port Grimaud, sont les plus anciens exemples d'application des principes du Nouvel urbanisme, à l'époque sous l'appellation d'architecture douce. À partir des années 1990, toujours avec François Spoerry, puis avec Xavier Bohl, la restructuration de la ville du Plessis-Robinson a remporté le prix européen d'architecture Philippe-Rotthier. En Belgique, la ville nouvelle de Louvain-la-Neuve constitue un autre exemple précoce.
Les concepteurs de la zone urbaine Celebration proche de Walt Disney World Resort et de Val d'Europe à Marne-la-Vallée (Disneyland Paris) se sont aussi réclamés de ce courant.
Un autre exemple de ce mouvement aux États-Unis est donné par le travail d'Andrès Duany sur le projet Prospect New Town à Longmont dans le Colorado (galerie ci-dessous).
En Europe il existe aussi des aires urbaines construites sur ce principe. Leur aspect reprend généralement celui des habitations traditionnelles. On peut citer la ville nouvelle de Jakriborg en Suède, ou encore le village expérimental de Poundbury créé par le prince Charles d'Angleterre avec les frères Krier.
Le quartier Bois-Francs de Saint-Laurent (Montréal) est construit sur une trame viaire orthogonale typique des villes industrielles du début du XXe siècle, avec une place centrale commerçante.

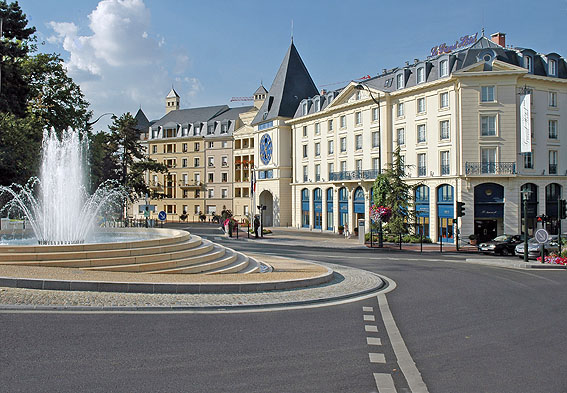
Le Plessis-Robinson
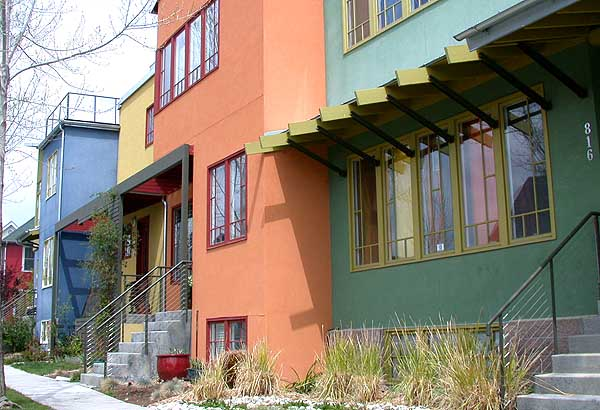
Prospect New Town au Colorado
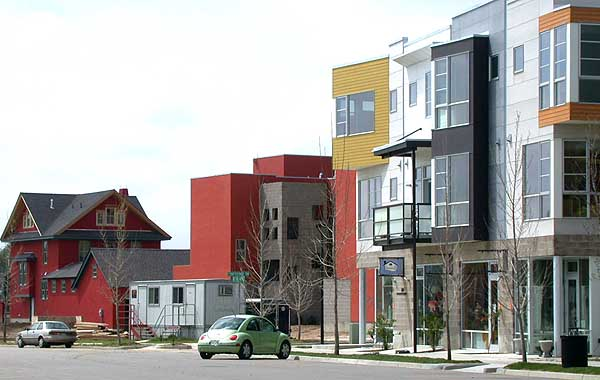
Prospect New Town
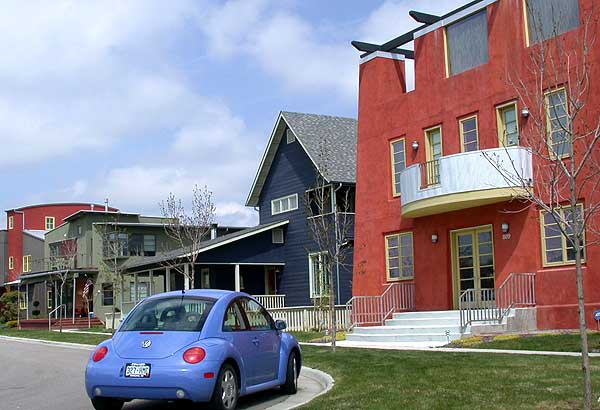
Prospect New Town
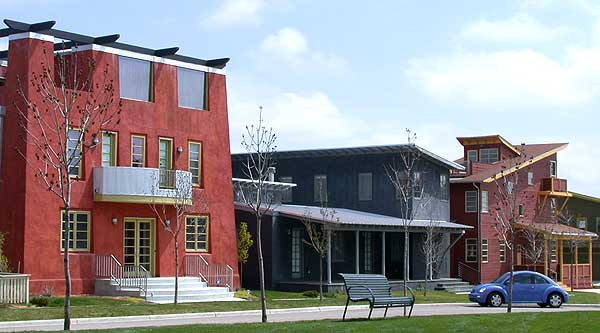
Prospect New Town
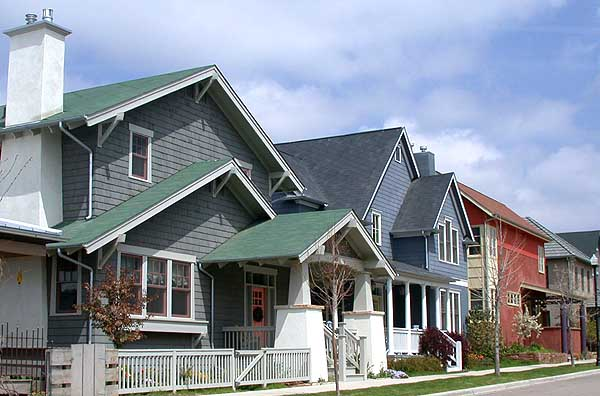
Prospect New Town
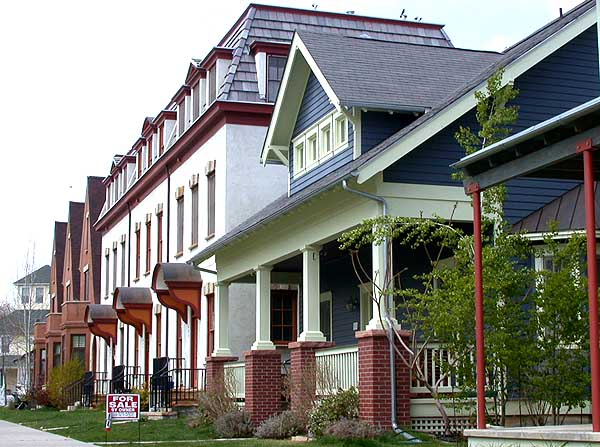
Prospect New Town
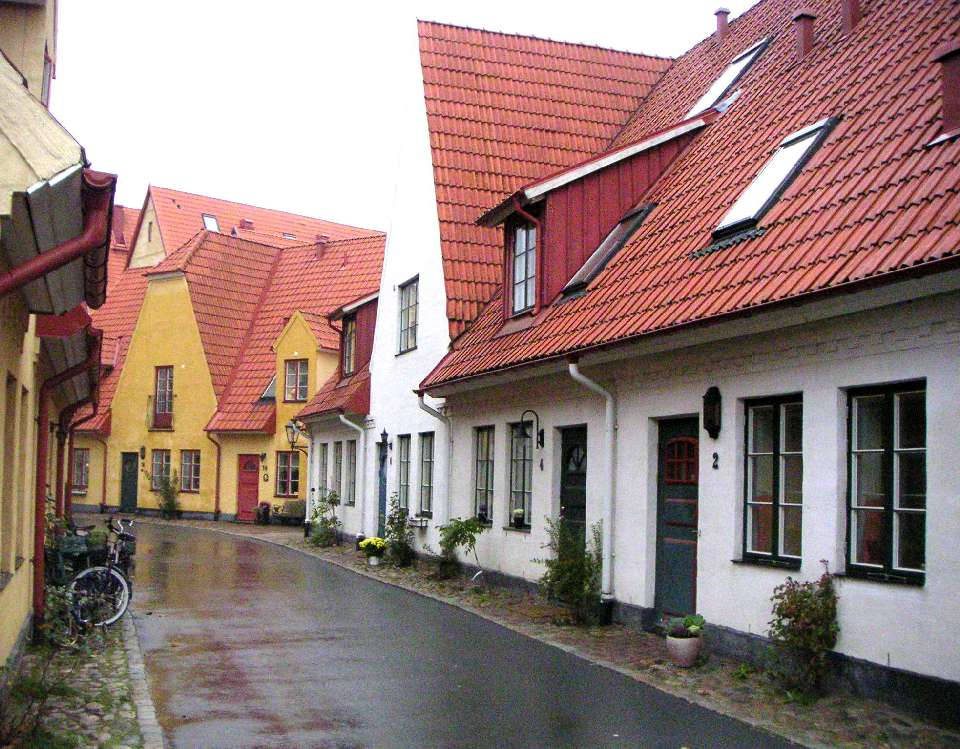
Jakriborg, ville nouvelle en Suède
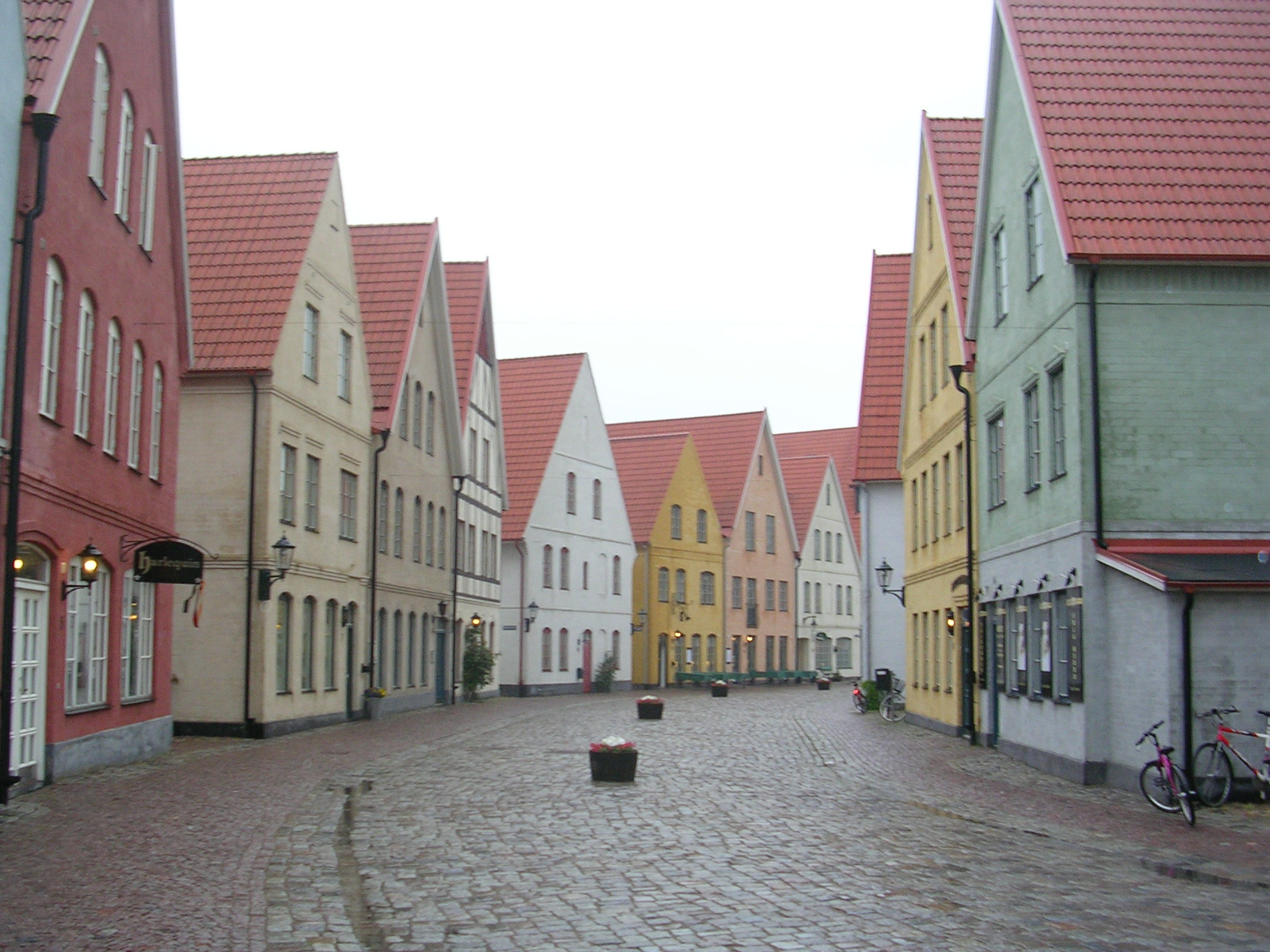
Jakriborg
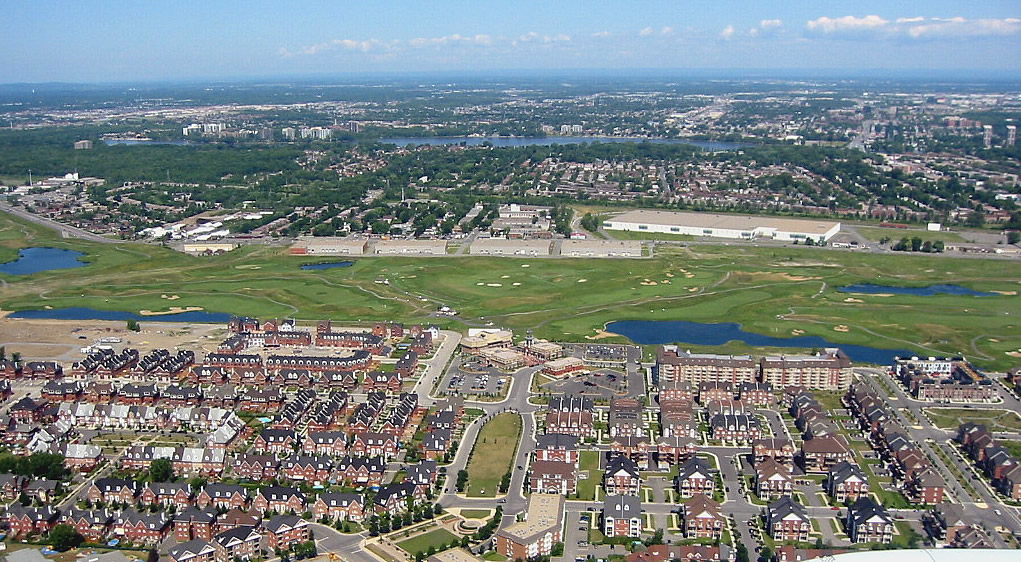
Bois-Francs, à Montréal